# Estación Praça do Relógio
La Estación Praça do Relógio es una de las estaciones del Metro de Brasilia, situada en la ciudad satélite de Taguatinga, entre la Estación Concessionárias y la Estación Centro Metropolitano. La estación está localizada junto a la Taguatinga que da el nombre a la estación.
Fue inaugurada en 2006 y atiende a uno de los principales epicentros económicos y habitables del Distrito Federal.

## Cercanías
- Praça do Relógio
- Administración Regional de Taguatinga - RA-III
- Ponto Frio